# Lepanthes horrida
Lepanthes horrida är en orkidéart som beskrevs av Heinrich Gustav Reichenbach. Lepanthes horrida ingår i släktet Lepanthes och familjen orkidéer.
Artens utbredningsområde är Costa Rica. Inga underarter finns listade i Catalogue of Life.